# Kajiwara Shōzen

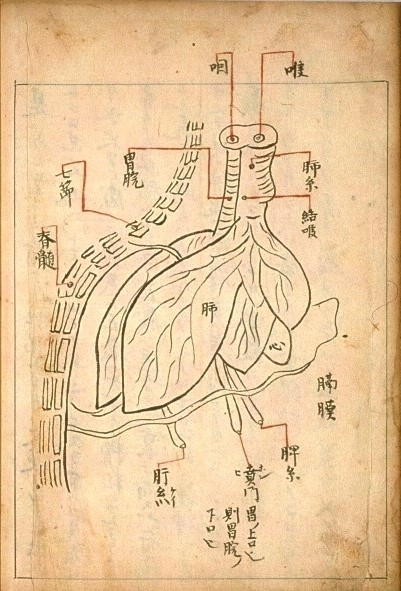
Aus „Ton-i-sho“

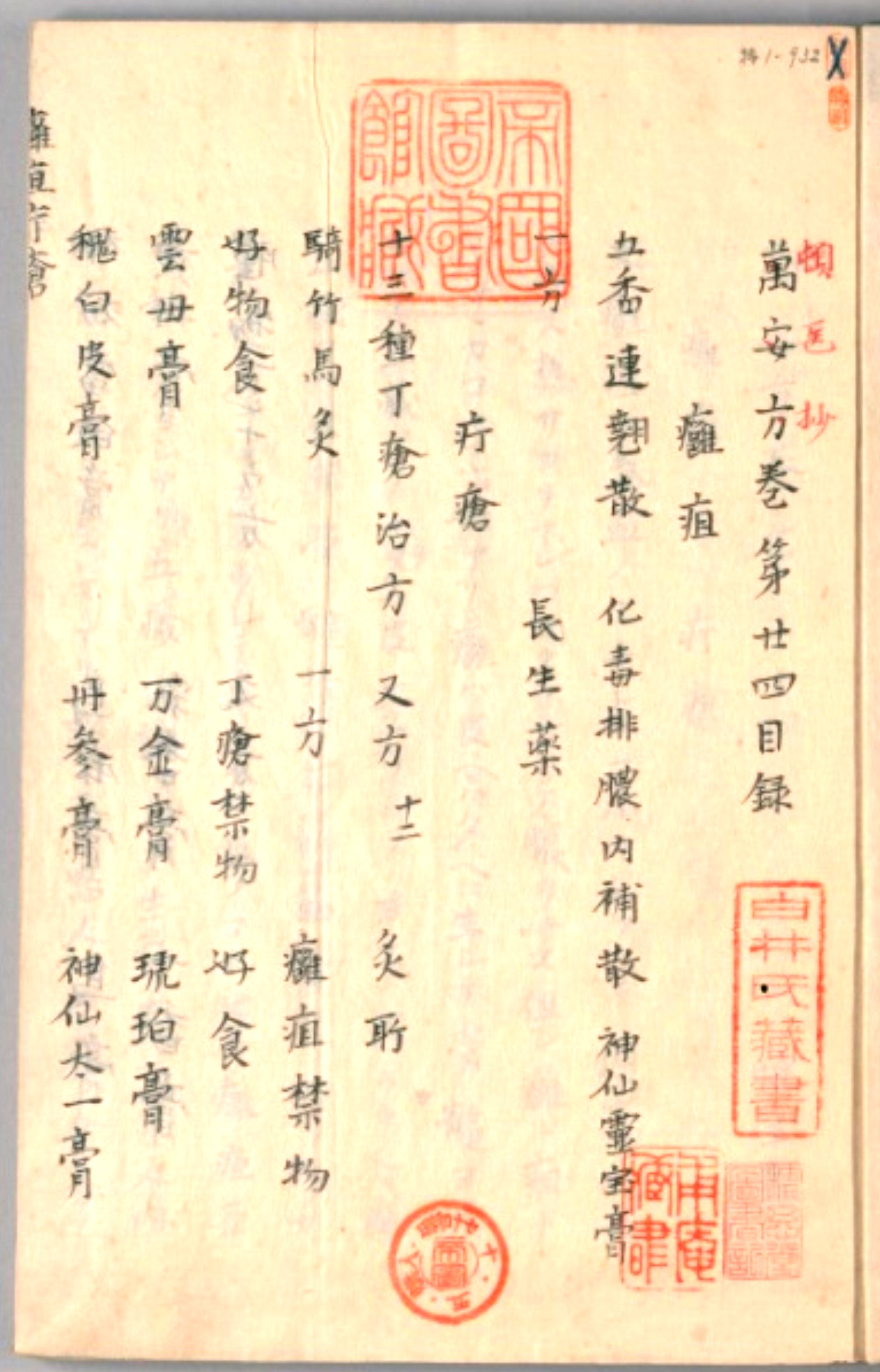
„Man’anpō“, Beginn 24. Buch

Kajiwara Shōzen (japanisch 梶原 性全, Vorname auch Seizen gelesen; geboren 1266 in Kamakura (Provinz Sagami); gestorben 23. Februar 1337) war ein japanischer Mönch und Arzt in der späteren Kamakura-Zeit.

## Leben und Wirken
Kajiwara Shōzen soll ein Mitglied des Kajiwara-Klans (梶原氏) oder des Wake-Klans (和気氏) der Kamakura-Samurai-Familie sein. Er lebte in Kamakura und scheint von Nagai Munehide (長井宗秀; 1265–1327), Kanazawa Sadaaki (金沢貞顕), zwei Ärzten, und anderen in die Medizin eingeführt worden zu sein. Er hat sich dann zusätzlich zur Medizin der Heian-Zeit ausführlich mit der medizinischen Literatur der neueren chinesischen Song-Dynastie befasst.
Das 1302 oder 1304 fertiggestellte 50-bändige „Ton-i-sho“ (頓医抄) – „Kurzer Abriss der Medizin“ ist ein vollständiges medizinisches Lehrbuch, das in einfacher Sprache und in Kana verfasst ist und dass Diagramme der inneren Organe enthält. Obwohl Kajiwara von „Tàipíng shènghuì fāng“ (太平聖恵方) aus dem Jahr 992 (Nördliche Song-Dynastie) beeinflusst wurde, schrieb er auch über seine eigenen Theorien und betonte seine eigene Erfahrung und die praktische Anwendung.
In den 50 Bänden von „Man’anpō“ (萬安方) – „Viele sichere Rezepte“, die Kajiwara von 1315 bis 1327 verfasste, später auf 62 Bände erweiterte, sind viele medizinische Texte wie „Shengji Suolu“ (聖済総録), das neu aus China kam, auf Chinesisch erhalten. Dazu gehören auch die anatomischen Lehren des „Cúnzhēn huánzhōng tú“ (存真環中図) – „Abbildungen der inneren Organe und Gefäße“  aus dem Jahr 1113. In beiden Fällen findet man die Verwendung eines breiten Spektrums an dokumentarischem Material mit der Unterstützung des Kanazawa Bunko. Es ist ein Beispiel für den hohen medizinischen Wissensstand in der Kamakura-Zeit.